# 拉博德疗养院
库谢韦尔尼疗养院（Clinique de Cour-Cheverny），即拉博德疗养院（Clinique de La Borde），是位於法国卢瓦尔-谢尔省庫謝韋爾尼的一個精神病療養院，由让·乌黑博士于1953年建立，并一直领导到其2014年去世，它极大地发展了体制心理治疗。这个机构持续地按照同一原则接收病人，并被当做这一领域的一个典範。

## 历史
让·乌黑本人在《解放报》的采访中曾经讲述拉博德疗养院的创立过程中的难忘的情景。他那时领导着同一地区的另外一个精神病疗养院。这一机构的管理层拒绝那些必须的改进工作。他决定和33个病人一起离开，留下7个不能行走的病人。这个团体因此开始流浪生活。 
|  | “辗转于各个旅馆，又在一个幼儿园呆了几天，然后从新上路，让·乌黑和他的病人们流浪了两个星期。护士们和他一道。直到4月3日，他们来到拉博德的一个古老的废弃的城堡中。” |

最开始是特别困难的，因为整个队伍极度缺少生活物资。在《研究》杂志的第21期拉博德10週年纪念号中，我们知道，刚开始只有两辆（私人）小汽车用来接送所有的护理人员和病人，而最近的村庄在4公里外，最近的城市在13公里外。 
但是拉博德的创立者及其团队克服了这一困境。在完全引入体制心理治疗原则的情况下，病人和护理人员自己组成了一些负责集体生活不同物资方面的委员会。 
为了避免成为奢侈的私人疗养院的，乌黑一开始就要求机构纳入社会保险系统（在六月份被接收）。同样，他们也寻求法国国家铁路公司的社会救济以及其他大型机构的补贴，使得各个社会阶层的病人都可以入住，由于让·乌黑在这一地区的声誉使得这些计划得以具体实现。29个床位很快就被批准了，而此时已经有30个病人入住了。 
在接下来的十个月中，开创团队的8个护士收到十来个人的支援（厨师、清洁女工、守夜人等等），他们接受了体制心理治疗的基本训练。

## 体制心理治疗的典范场所
按照这些原则，从创立之初，拉博德的运作就建立在委员会的基础上，在这些委员会中，护理人员和病人一起负责涉及到疗养院的生活和决策问题。 
按照体制心理治疗的原则，这一共同决策具有一些治疗的效果，因为病人们看到他们偏离的心理活动集中于其他的问题，而不仅仅是痛苦地活着。委员会中的交流有益于重新进入社会，并学会重新生活、接受他人、接受挫折。 
很快拉博德就在国内和国际上有了声誉。它吸引了众多的精神病学家和护士，围绕着一些知名的人，进入一个突飞猛进的时期。他们是： 
- 精神分析家和哲学家菲利克斯•伽塔利终生在此工作；
- 教育家菲尔南·德利尼（法语：Fernand Deligny）离开这里前往塞文地区和孤独症孩子一起生活。他陪伴的第一个孩子是曾在拉博德接受治疗的一个孤独症儿童；
- 克魯德·讓吉拉德（Claude Jeangirard）博士创立了雪內爾（La Chesnaie）疗养所，此后勒內·皮杜爾（René Bidault）博士创立了弗瑞希尼（Freschines）疗养所；

全法共有160个自由營運的私人精神病疗养所。并不是所有的疗养所都系统地实践体制心理治疗。特别是对于抑郁症、食欲缺乏和老年精神病等等的治疗是多种多样的，但是它们都受到了拉博德的影响。法国的精神病疗养院均參與UNCPSY（精神病疗养院全国联盟），而它本身則属于私人医院联盟（FHP）的一份子。 

## 今日拉博德
拉博德疗养院由让·乌黑一直领导到其2014年去世。它的接待容量包括107张床位，也具有属于一日医院系统的15张床位。 
拉博德因在夏季由其住院病人和护理人员演出的戏剧而出名。尼古拉斯·菲利貝爾就此拍了一部电影《微不足道》（La moindre des choses）。 
2009年1月14日，一场为拉博德疗养院举行的影片放映会在Montreuil的Méliès电影院举行，精神病学家和精神分析家，同时也是分裂-分析杂志《嵌合体》主编的讓-克勞德·波列克和导演弗朗索瓦·潘到场。这样放映会是由貧乏百姓发行公司（Le peuple qui manque）所主辦的。 

## 相关书籍目录
- Jean-Claude Polack, Danielle Sivadon, La Borde ou le Droit à la folie, Calmann-Lévy, Paris, 1976.

- Ginette Michaud, La Borde... un pari nécessaire, Gaulthier-Villars, Paris, 1977.

- Félix Guattari « Histoires de La Borde » Recherches no 21, mars-avril 1976.

- Recherches no 36, « Déraisonances » mars 1979.

- Antonella Santacroce, « La souffrance sans partage », dans Les Temps modernes, no 582, 1995.

- Libération, no du 27 juin 1998, portrait de Jean Oury par Éric Favereau.

- Marie Depussé, « Dieu gît dans les détails »], Paris, P.O.L, 1993 (une chronique poétique des jours ordinaires de La Borde).

- Félix Guattari, Marie Depussé, De Leros à La Borde Précédé de Journal de Leros, Paris, Nouvelles Éditions Lignes, impr. 2011, cop. 2012.(OCLC 800988369)

## 相关电影目录
- René Laloux, 猴子的牙齿（Les Dents du singe）, 1960.

- Igor Barrère, 拉博德或者疯狂的权力（La Borde ou le droit à la folie）, 1977.

“拉博德或者疯狂的权力是一场在拉博德的充满见识的漫步，它让我们与病人们、让•乌黑、瓜塔里相遇，也和一个正在诞生的集体生活相遇。在影片中，一些谈话会议慢慢展开，时间流逝，展现一种特定的温情，真实可及的乌托邦在影片中慢慢呈现。” 
- Joséphine Guattari et François Pain, 田中泯在拉博德（Min Tanaka à la Borde）, Distribution Le peuple qui manque, 1986.

“我们大家一起代表着一个单独的不属于任何人的躯体，大地的躯体，”田中泯说道，“空气变奏”、“不可觉察的分子”，自从他的“身体气象实验室”以来，日本舞踏大师田中泯，既是人也是动物、既是矿物也是植物、既是孩子也是老人、既是疯子也是乞丐，在拉博德激起了常住居民的感情，并且通过他的chaosmique的舞蹈，提供了一种独特的经验。François Pain是一名涉及到许多另类精神病实践的电影的导演和作者。利克斯•瓜塔里的重要同伴之一的他曾经在拉博德工作过七年。他参与了自由电台（1977年到1981年）的传奇经历，是非商业自由电台联盟、Tomate FPP、Canal Déchaîné (1991)、Chaosmédia (1994)等机构的合作创始人之一。
- Nicolas Philibert, 微不足道（La moindre des choses）, 1996 ; Éditions Montparnasse, 2002.

- Nazim Djémaï, 刚在阴影下（A peine ombre, 2012）, (Prix Georges de Beauregard National au Festival international de cinéma de Marseille 2012)4.[4]